# Laura Lorenzato
Laura Lorenzato (24 december 1998, Camposampiero) is een Italiaanse met een Britse moeder. In 2017 verhuisde Lorenzato naar Nederland voor haar opleiding Sport, Health en Management in Groningen. In 2022 rondde ze haar studie af met een diploma Marketing Analytics en Data Science.
Lorenzato is actief in Inline-skaten, Marathonschaatsen en langebaanschaatsen. Ze voltooide de Alternatieve Elfstedentocht op de Oostenrijkse Weissensee. In het seizoen 2023/2024 kende ze haar doorbraak in het langebaanschaatsen. 

## Records

### Persoonlijke records
| Afstand    | Tijd    | Datum            | Baan           |
| ---------- | ------- | ---------------- | -------------- |
| 500 meter  | 44,65   | 3 februari 2020  | Heerenveen     |
| 1000 meter | 1.31,18 | 30 januari 2022  | Leeuwarden     |
| 1500 meter | 2.06,51 | 29 oktober 2023  | Inzell         |
| 3000 meter | 4.09,02 | 26 januari 2024  | Salt Lake City |
| 5000 meter | 7.04,53 | 18 februari 2024 | Calgary        |

(laatst bijgewerkt: 1 maart 2024)

## Resultaten
| Jaar | WK Afstanden                     | Wereldbeker              |
| ---- | -------------------------------- | ------------------------ |
| 2024 | 18e 3000m 8e 5000m 6e massastart | 21e 3k/5k 19e massastart |